# Ichthyophthirius multifiliis
Ichthyophthirius multifiliis, in der Literatur häufig auch kurz Ich, ist ein weltweit vorkommendes Wimpertierchen, welches als gefährlichster einzelliger Parasit bei Fischen gilt und erhebliche Schäden in Aquakulturen und Aquarien verursacht. Er besiedelt die Haut und die Kiemen und verursacht die Ichthyophthiriose (Weißpünktchenkrankheit). Erste Berichte von dieser Krankheit gibt es bereits aus dem 10. Jahrhundert aus China. Ursprünglich war Ichthyophthirius multifiliis vermutlich ein Parasit bei Karpfen, er befällt aber andere Süßwasserfische.
Ichthyophthirius multifiliis besitzt ein Lieberkühn-Organell. Die gesamte Oberfläche ist mit membrangebundenen Wimpern besetzt, welche die Motilität des Organismus ermöglichen. Er besitzt einen vegetativen Makronukleus und bis zu vier Mikronuclei.

## Lebenszyklus
Der Lebenszyklus umfasst drei Stadien, die alle bewimpert und beweglich sind: Theront, Trophont und Tomont. 

Lebenszyklus von Ichthyophthirius multifiliis

Der infektiöse Theront ist länglich, ca. 40 µm lang mit einem deutlichen hinteren Cilium. Ist ein Wirt in der Nähe, dringt der Theront mittels Zilienschlags und einer Membranstruktur am Vorderende (Perforatum) in das Epithel der Haut oder Kiemen. Innerhalb weniger Minuten differenziert sich der Theront innerhalb des Epithels zum Trophont, wobei ein Zellmund und ein Vestibularapparat gebildet werden. Der Trophont ist von unregelmäßiger Gestalt und bewegt sich zwischen den Epithelzellen und in den Gewebsspalten im Epithel. Dabei nimmt er rasch an Größe zu, in Abhängigkeit von der Dauer der Nahrungsaufnahme auf 200 bis 800 µm. Je nach Umgebungstemperatur und Immunstatus des Wirtes verbleibt der Parasit mehrere Tage im Fisch, meist etwa eine Woche. Anschließend verlässt er den Wirt und schwimmt als Tomont frei im Wasser. Dieser heftet sich nach etwa einer Stunde mittels einer durchsichtigen Proteinhülle (Mucozyste) an Wasserpflanzen oder anorganische Oberflächen. In dieser Hülle vollziehen sich symmetrische Zellteilungen und amitotische Kernteilungen, wodurch Tochterzellen (Tomiten) entstehen. Die Tomiten differenzieren sich zu den Theronten, welche die Zystenwand durchbohren und so in das Wasser gelangen.